# جعفر باي
جعفر باي هو باي قسنطينة وحاكم بايلك الشرق ضمن أيالة الجزائر في العهد العثماني. امتد حكمه بين سنتي 1574 و1588 ليخلفه فيما بعد محمد بن فرحات باي.